# Mathame
Mathame est un groupe italien de techno cinématographique.

## Histoire
Les deux frères reçoivent une formation en musique classique, Amedeo ayant passé cinq ans dans un conservatoire de violon. Matteo étudie quant à lui le cinéma et travaille comme réalisateur,.
Les frères forment Mathame alors qu'ils vivaient en Sicile, au pied du volcan Etna, aidant à gérer le petit déjeuner au lit de leur famille, l'isolement et la géographie unique influençant certains éléments de leur musique,. Mathame est décrit comme une combinaison de musique électronique, de dub techno et de house mélodique, s'inspirant de la science-fiction, des bandes originales de films classiques, des nouvelles technologies et des séries d'animation.
Enraciné dans le genre techno cinématographique, le spectacle audiovisuel en direct de Mathame est décrit comme une performance immersive. Mathame utilise également la programmation de l'IA pour créer les visuels de leur spectacle, ainsi que certaines de leurs autres œuvres d'art,. Mathame fait des tournées mondiales, se produisant dans des lieux tels que Coachella, Ultra Miami Resistance, Tomorrowland, Sonus Festival et d'autres,. Leur travail est remixé par Diplo, Adriatique, et ZHU.
Mathame sort son premier album, intitulé Memo, le 30 juin 2023 via Astralwerks. Le projet Memo commence en 2019 et se poursuit tout au long de la pandémie de Covid-19. L'œuvre de 13 titres sert de carnet de voyage des souvenirs et des émotions du duo sur une période de trois ans - quitter leur ville natale italienne, passer de l'enfermement à la possibilité de danser, puis être confiné à nouveau,.
Influencé par la science-fiction, Memo aborde d'autres thèmes comme l'obscurité et la lumière, l'amour, la synthèse et le contraste,. Les quatre couches de chaque morceau sont destinées à être imaginées comme un personnage d'une histoire, la narration dans l'ordre de la liste des pistes rendant hommage au Voyage du héros, un ouvrage de Joseph Campbell sur le concept du monomythe.